# アレックス・ハッセル
アレックス・ハッセル（Alex Hassell、1980年9月17日 - ）は、イギリスの俳優。

## 幼少期と教育
ハッセルはイングランドのサウスエンドで、4人兄弟の末っ子として牧師の家庭に生まれました。 エセックス州チェルムスフォードにあるモールシャム高校を卒業後、 ロンドンのセントラル・スクール・オブ・スピーチ・アンド・ドラマで2年半にわたって演技を学びました。

## 出演作品
- レジェンド・オブ・ザ・シーカー シーズン1
- シックハウス（ニック）
- 秘密情報部 トーチウッド シーズン1
- ザ・ボーイズ シーズン1
- マクベス The Tragedy of Macbeth (2021)
- バイオレント・ナイト Violent Night (2023)
- ダーク・マテリアルズ/黄金の羅針盤 His Dark Materials (2022)